# Lijst van burgemeesters van Damme
Dit is een lijst van burgemeesters van de Belgische stad Damme in West-Vlaanderen.

## Ancien regime
- 1483: Joos De Man
- 1681: Nicolaus Verbeke
- 1696: Jan Knyf
- 1701: Lodewijk Verbeke
- 1754: Jacobus Dullaert
- 1785: Jan de Meyer

## Na 1800
- 18..-1809: Petrus Galle
- 1810-1823: Johannes Franciscus Dullaert (°20 oktober 1777 - †31 maart 1823)
- 1823-1826: Franciscus Jacobus Watelle (°24 februari 1760 - †01 november 1826)
- 1828-1830: Franciscus Bernardus Quataert (°17 augustus 1769 - †05 augustus 1846)
- 1831-1860: Benedictus Flamen (°04 april 1793 - †03 oktober 1861)
- 1861-1866: Franciscus Traen
- 1867-1870: Lambert Hobus
- 1870-1872: Jacobus Watelle (°21 maart 1831 - †30 juni 1891)
- 1873-1895: Jacobus Dombrecht
- 1895-1896 Lambertus Hobus dienstdoend burgemeester
- 1896 -1904: Jozef Louis Houtave (°24 mei 1837 - † 13 april 1904)

## Na 1900
- 1904-1949: Julius Braet (°1 mei 1867 - †5 juli 1956). Hij was in 1904 de jongste burgemeester van België.Bij het uitbreken  van de oorlog was de  heer Braet burgemeester. Toen in 1941 de verordening op de ouderdomsgrens werd uitgevaardigd moest de  heer burgemeester zijn ambt  neerleggen  en volgde de heer Vanderyse  hem als dusdanig op.
- Oorlogsburgemeester 1941-1944 Gustaaf Vanderyse  (°1 april 1899 - †18 oktober 1988). Door  zijn onvermoeid tussenkomen  heeft  de heer Vanderyse veel leed aan zijn dorpsgenoten bespaard. Na de bevrijding onwettig aangehouden werd  de heer Vanderyse 3 maand later  terug in vrijheid  gesteld Op 12 Juni 1946 kreeg hij bij vonnis van de Rechtbank  van 1ste Aanleg zijn  burgerlijke en politieke  rechten terug  met de lovende vermelding: "het  ambt van burgemeester uitsluitend in de bekommernis om het welzijn van zijn dorpsgenoten uitgeoefend te hebben" .(Brugsch Handelsblad 5 november 1949)
- 1945-1949 Na de oorlog nam Jules Braet (°1 mei 1867 - †5 juli 1956) de functie van burgemeester weer op.(Woensdagblad 14 maart 1945)
- 1949-1953: Gustaaf Vanderyse (°1 april 1899 - †18 oktober 1988) burgemeester na verkiezingen (Brugsch Handelsblad 5 november 1949)
- 1953-1976 : Louis Houtave (°25 september 1911 -  †29 april 1976)
- 1976-1977:  René Dalle (°1928 - †2005) waarnemend burgemeester (Brugsch Handelsblad 7 mei 1976)

## Na de fusie van 1976
- 1977-1992: Daniël Coens (°3 augustus 1938 - †15 februari 1992)
- 1992-2000: Leopold Vandille (°6 oktober 1929 - †4 september 2013)
- 2001-2014: Dirk Bisschop[1] (°28 maart 1955 - †1 mei 2014)
- 2014-heden: Joachim Coens (°6 september 1966)